# Callopistria renivitta
Callopistria renivitta là một loài bướm đêm trong họ Noctuidae.